# Francisco Jorquera Fuhrmann
Francisco Jorquera Fuhrmann (Concepción, 29 de mayo de 1891 - 21 de septiembre de 1956, Santiago) fue un abogado, periodista y político chileno, miembro del Partido Radical (PR). Se desempeñó como diputado en representación de Concepción y luego Santiago, así como subsecretario de Hacienda durante todo el gobierno del presidente Juan Antonio Ríos, entre 1942 y 1946.

## Biografía
Nació en Concepción, el 29 de mayo de 1891, hijo de Francisco Jorquera Rojas y Lucía Fuhrmann Wither (de origen alemán). Se casó con la también descendiente alemana, Olga Elena Heikema.

### Estudios y vida laboral
Realizó sus estudios en los Liceos de Antofagasta y Concepción. Luego ingresó al Curso de Leyes de este último liceo, en Concepción. Juró como abogado el 2 de junio de 1913, su tesis se tituló; Del trabajo minero en general y particularmente del laboreo al pirquén. Se dedicó a ejercer su profesión en Concepción y Santiago. Fue abogado del Consejo de Defensa Fiscal (CDF).
Paralelamente, se dedicó también al periodismo; fue, desde 1911 redactor del diario El Sur de Concepción.
En el área educativa fue profesor de legislación social y economía política del Liceo de Concepción; profesor de derecho y economía del Instituto Comercial de Concepción; y docente de instrucción cívica y derecho civil en el Curso de Leyes de la Universidad de Concepción. De igual manera fue autor de obras de apoyo a la enseñanza, en materia de derecho.

## Trayectoria política
Militó en el Partido Radical (PR). Fue presidente del Centro de Derecho de la Universidad de Concepción; delegado de la Asamblea Radical de Concepción a la Convención General del ñpartido en 1919; director y secretario de la Asamblea en esa comuna, y miembro de la Junta Central del partido.
En las elecciones parlamentarias de 1921 fue elegido diputado por Concepción, por el periodo 1921-1924. En dicho periodo integró la Comisión Permanente de Legislación Social y fue diputado reemplazante en la Comisión Permanente de Hacienda.
En las elecciones parlamentarias de 1924 fue reelecto como diputado por Concepción, para el periodo 1924-1927. Esta vez integró la Comisión Permanente de Elecciones, de la que fue su presidente y la Comisión Permanente de Corrección de Estilo. Producto de un golpe de Estado, el Congreso Nacional fue disuelto el 11 de septiembre del 1924, por decreto de la Junta de Gobierno, no logrando finalizar su periodo parlamentario.
En junio de 1925 presidió en Concepción la Comisión Organizadora del Congreso de Municipalidades y apoyó las reformas a la Ley Orgánica, que favorecían a esas instituciones y le daban independencia económica.
En las elecciones parlamentarias de 1930 fue nuevamente reelecto diputado, pero por la Séptima Circunscripción Departamental de Santiago, por el periodo 1930-1934. Integró la Comisión Permanente de Relaciones Exteriores, la de Hacienda y la de Policía Interior; fue díputado reemplazante en la Comisión Permanente de Reforma Constitucional y Reglamento. Por motivo de otro golpe de Estado que estalló el 4 de junio de 1932, decretó, el día 6 de ese mes, nuevamente, la disolución del Congreso Nacional, interrumpiendo su periodo legislativo.
Formó parte en varios períodos el Comité parlamentario radical. También fue autor del proyecto para mejorar la situación de los empleados particulares, y que posteriormente se convirtió en ley.
Una década después, fue llamado para asumir como subsecretario del Ministerio de Hacienda, durante la presidencia del también radical Juan Antonio Ríos, ejerciendo el cargo entre 1942 y 1946.
Fungió como secretario y director de la Sociedad de Instrucción Primaria; secretario y fundador de las Colonias Escolares. Miembro de exalumnos del Liceo de Concepción; miembro del Ateneo Guillermo Matta; de la Sociedad Protectora de Estudiantes Pobres y del Pan Escolar.
Fue socio y director del Club Radical de Concepción y del Centro de Propaganda Radical. También socio del Club Concepción.